# Censo demográfico do Brasil de 1960
O VII Recenseamento Geral do Brasil, conhecido como Censo de 1960 foi a sétima operação censitária realizada em território brasileiro. Foi realizado no final do governo Juscelino Kubitschek, sendo marcado por ser realizado após um período de intensa industrialização do país na década de 50.